# Волчков, Николай Николаевич
Николай Николаевич Волчков (1910—2003) — советский, российский и таджикский актёр театра и кино. Народный артист СССР (1974).

## Биография
Николай Волчков родился 8 марта (23 февраля) 1910 года в посёлке Лосиноостровский (ныне в черте Москвы).
В 1931—1935 годах — учащийся и актёр Театра-студии под руководством А. Дикого в Москве. В начале 1936 года студия была закрыта. Летом того же года А. Дикий был назначен художественным руководителем Ленинградского Большого драматического театра им. М. Горького (ныне Большой драматический театр имени Г. А. Товстоногова). Большинство бывших студийцев он взял с собой, в их числе оказался и Н. Волчков.
После ареста А. Дикого в августе 1937 года с группой молодых актёров-студийцев отправился в столицу Таджикской ССР Сталинабад (с 1961 — Душанбе), где основали Русский государственный драматический театр, в 1940 году получивший имя В. Маяковского. На сцене этого театра сыграл более 100 ролей из произведений русской классической, советской и западноевропейской драматургии.
Автор книги о Русском драматическом театре им. В. Маяковского «Из воспоминаний актёра».
В 1991 году выехал в Израиль. Последние годы жил с семьей в Хайфе(?). Скончался в возрасте 93 лет 05.05.2003.

## Награды и звания
- Заслуженный артист Таджикской ССР (1953)
- Народный артист Таджикской ССР (1960)[1]
- Народный артист СССР (1974)
- Два ордена Трудового Красного Знамени (в т.ч. 1957[2])
- Орден «Знак Почёта» (1954)[3]
- Медали.

## Творчество

### Роли в театре
- 1952 — «Её друзья» В. Розова — Дмитрий Павлович Шуров
- 1952 — «Потерянное письмо» И. Караджиале — Агаменон Данданаке
- 1952 — «Снежок» В. Любимовой — Томпсон[4].
- 1953 — «Овод» по Э. Войнич — Рикардо
- 1957 — «Добрая слава» М. Рабиева — председатель колхоза
- 1958 — «Грозовой год» А. Каплера — Ленин
- 1955 — «Поэма о Бибизайнаб» С. Саидмурадова — Эшони Мирзо
- 1970 — «Кремлёвские куранты» Н. Погодина — Ленин
- 1973 — «Именем революции» М. Шатрова — Ленин
- 1973 — «Огненные тропы» М. Назарова — Одина
- 1977 — «В бурю» Т. Хренникова — Ленин (без пения) (Таджикский театр оперы и балета имени С. Айни)
- «Третья патетическая» Н. Погодина — Ленин
- «Дети солнца» М. Горького — Протасов
- «Коварство и любовь» Ф. Шиллера — Миллер
- «Власть тьмы» Л. Толстого — Аким
- «На дне» М. Горького — Лука
- «Чти отца своего» В. Лаврентьева — Гордей
- «Битва за жизнь» Е. Шатрова и М. Волина — Миша
- «Испанский священник» Дж. Флетчера — Лопес
- «Третья молодость» братьев Тур — Квашнин.
- «Любовь Яровая» К. Тренёва — Горностаев
- «Машенька» А. Афиногенова — Окаёмов
- «Егор Булычов и другие» М. Горького — Достигаев
- «Крепость на Волге» И. Кремлёва — генерал Реутов
- «Вишнёвый сад» А. Чехова — Гаев и Сорин

### Фильмография
- 1959 — «Человек меняет кожу» — партследователь
- 1969 — «Встреча у старой мечети» — прежний директор школы
- 1978 — «Человек меняет кожу» — председатель комиссии.